# アラン・ヤング (俳優)
アラン・ヤング（Alan Young,  1919年11月19日 - 2016年5月19日）は、イギリス出身の俳優、声優である。

## 来歴
1919年、イギリスのノーサンバーランドに生まれる。両親ともにスコットランド出身で、父親はタップダンサー、母親は歌手だった。その後、一家はスコットランドのエディンバラを経て、カナダのブリティッシュコロンビア州へ移住。学生時代からラジオ業界でキャリアをスタートさせるが、第二次世界大戦時はカナダ海軍へ従軍している。
退役後はトロントへ移り、ラジオ業界で本格的なキャリアをスタート。その活動がアメリカのエージェントの目に留まり、ニューヨークへ渡米してアメリカ国内のラジオ番組で活動を開始した。しばらくして、ジーン・クレイン主演の『Margie』で映画デビュー。1950年代からは徐々に映画俳優としての活動を本格化させ、テレビでも顔を知られるようになる。1961年にはテレビドラマシリーズの『ミスター・エド』の主演に抜擢され、俳優としての地位を確固たるものにした。1970年代後半からは声優としても活躍し、日本でも放送されたアニメシリーズ『わんぱくダック夢冒険』などのアニメ作品の声優を務めている。

### 死去
2016年5月19日、カリフォルニア州ロサンゼルスのウッドランド・ヒルズにて老衰のため死去。96歳だった。

## 出演作品

### 映画
- Margie (1946)
- 日曜は鶏料理 Chicken Every Sunday (1949)
- 我輩は新入生 Mr. Belvedere Goes to College (1949)
- Aaron Slick from Punkin Crick (1952)
- アンドロクレスと獅子 Androcles and the Lion (1952)
- 紳士はブルーネット娘と結婚する Gentlemen Marry Brunettes (1955)
- 親指トム Tom Thumb (1958)
- タイム・マシン 80万年後の世界へ The Time Machine (1960)
- Baker's Hawk (1976)
- スペースキャット The Cat from Outer Space (1978)
- Hart to Hart: Home Is Where the Hart Is (1994) ※テレビ映画
- ビバリーヒルズ・コップ3 Beverly Hills Cop III (1994)
- タイムマシン The Time Machine (2002)
- Em & Me (2004)

### テレビドラマ
- ジェネラル・エレクトリック・シアター General Electric Theater (1954)
- スタジオ・ワン Studio One (1955, 1956)
- マチネー・シアター Matinee Theatre (1956)
- スタジオ57 Studio 57 (1956)
- ミスター・エド Mister Ed (1961 - 1966)
- Death Valley Days (1962)
- Gibbsville (1976)
- ラブ・ボート The Love Boat (1978, 1983)
- The Fisher Family (1983)
- 天国からきたチャンピオン Down to Earth (1984)
- ジェシカおばさんの事件簿 Murder, She Wrote (1986)
- Coming of Age (1988, 1989)
- ジェネラル・ホスピタル General Hospital (1990)
- ディズニーランド Disneyland (1989, 1990)
- 天才少年ドギー・ハウザー Doogie Howser, M.D. (1993)
- サンフランシスコの空の下 Party of Five (1994)
- ウェイアンズ兄弟 The Wayans Bros. (1995)
- サブリナ Sabrina, the Teenage Witch (1997)
- Beyond Belief: Fact or Fiction (1997)
- Rude Awakening (2000)
- ER緊急救命室 ER (2000)
- FreakyLinks (2001)

### テレビアニメ
- Scooby-Doo and Scrappy-Doo (1978)
- 科学忍者隊ガッチャマン Battle of the Planets (1978 - 1985) ※英語版
- スパイダーマン&アメイジング・フレンズ Spider-Man and His Amazing Friends (1981)
- Trollkins (1981)
- スマーフ The Smurfs (1981 - 1989)
- Mork & Mindy/Laverne & Shirley/Fonz Hour (1982)
- 超人ハルク The Incredible Hulk (1982 - 1983)
- The New Scooby and Scrappy-Doo Show (1983)
- Saturday Supercade (1983)
- アルビンとチップマンクス Alvin & the Chipmunks (1983 - 1987)
- わんぱくダック夢冒険 Duck Tales (1987 - 1990)
- Raw Toonage (1992)
- レンとスティンピー The Ren & Stimpy Show (1994, 1995)
- バットマン Batman: The Animated Series (1994)
- Duckman: Private Dick/Family Man (1995)
- Zorro (1997, 1998)
- God, the Devil and Bob (2000)
- Ren and Stimpy Rocks  (2002)
- ハウス・オブ・マウス House of Mouse (2002)
- Megas XLR Megas XLR (2004)
- ミッキーマウス! Mickey Mouse (2015, 2016)

### 声の出演
- 美女と野獣 Beauty and the Beast (1983)
- ミッキーのクリスマスキャロル Mickey's Christmas Carol (1983)
- Robo Force: The Revenge of Nazgar (1984)
- オリビアちゃんの大冒険 The Great Mouse Detective (1986)
- The Blinkins: The Bear and the Blizzard (1986)
- 鏡の国のアリス Alice Through the Looking Glass (1987)
- ダックテイル・ザ・ムービー/失われた魔法のランプ DuckTales the Movie: Treasure of the Lost Lamp (1990)
- Earth Angel (1991)
- A Flintstone Family Christmas (1993)
- Disney Sing-Along-Songs: The Twelve Days of Christmas (1993)
- The Flintstones Christmas in Bedrock (1996)
- ミッキーのクリスマスの贈りもの Mickey's Once Upon a Christmas (1999)
- ポップアップ ミッキー/すてきなクリスマス Mickey's Twice Upon a Christmas (2004)
- ミッキーの80日間世界一周 Mickey's Around the World in 80 Days (2005)

### ビデオゲーム
- モンキーアイランド3 The Curse of Monkey Island (1997)
- Disney TH!NK Fast (2008)
- キングダム ハーツ バース バイ スリープ KINGDOM HEARTS Birth by Sleep (2010)
- ダックテイル リマスター版 DuckTales: Remastered (2013)